# Ivan Marinov
Ivan Marinov (født 17. oktober 1928 i Sofia, Bulgarien - død 26. november 2003) var en bulgarsk komponist og dirigent.
Marinov studerede komposition og direktion på State Academy of Music i Sofia hos bl.a. Veselin Stojanov og Marin Goleminov.
Han har komponeret 2 symfonier, orkesterværker, kammermusik, vokalmusik, strygekvartet , korværker etc.
Marinov blev senere en anerkendt dirigent som dirigerede i mange lande men primært i Bulgarien bl.a. som chefdirigent på Operaen i Plovdiv.

## Udvalgte værker
- Symfoni "En dreng tæller stjernerne" (1962) - for orkester
- Symfoni nr. 1 (1967) - for bassanger og orkester
- Ilinden (1956) (symfonisk digtning) - for orkester
- Lyrisk overture (1955) - for orkester